# District d'Ocobamba
Au Pérou, le district d'Ocobamba est l’un des dix-huit districts de la province de La Convención située dans le département de Cusco.